# Reserva Natural de Lehtsaare
A Reserva Natural de Lehtsaare é uma reserva natural localizada no condado de Viljandi, na Estónia.
A área da reserva natural é de 380 hectares.
A área protegida foi fundada em 1992 para proteger o habitat do tetraz-grande.